# Tucumán (provincie)
 Tucumán  is een van de 23 provincies van Argentinië, gelegen in het noordwesten van het land. De provinciale hoofdstad is San Miguel de Tucumán.
De provincie grenst vertrekkende van het noorden en volgens in wijzerszin aan volgende provincies: Salta, Santiago del Estero en Catamarca.

## Departementen
De provincie is onderverdeeld in 17 departementen (departamentos).

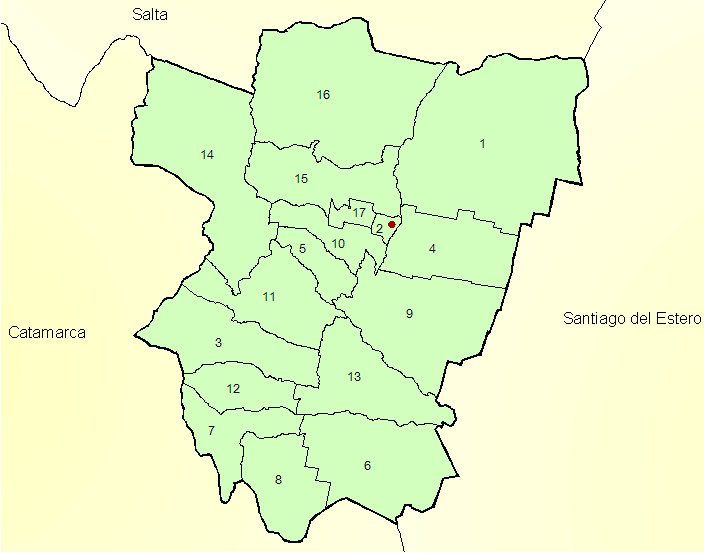
Bestuurlijke indeling van de provincie Tucumán en haar hoofdstad

| Nr. | Departement | Departement           | Hoofdplaats           | Inwoners | Oppervlakte |
| --- | ----------- | --------------------- | --------------------- | -------- | ----------- |
| 1   |             | Burruyacú             | Burruyacú             | 36.951   | 3.605 km²   |
| 2   |             | Capital               | San Miguel de Tucumán | 813.866  | 90 km²      |
| 3   |             | Chicligasta           | Concepción            | 80.735   | 1.267 km²   |
| 4   |             | Cruz Alta             | Banda del Río Salí    | 180.499  | 1.255 km²   |
| 5   |             | Famaillá              | Famaillá              | 34.542   | 427 km²     |
| 6   |             | Graneros              | Graneros              | 13.551   | 1.678 km²   |
| 7   |             | Juan Bautista Alberdi | Juan Bautista Alberdi | 30.237   | 730 km²     |
| 8   |             | La Cocha              | La Cocha              | 19.002   | 917 km²     |
| 9   |             | Leales                | Bella Vista           | 54.949   | 2.027 km²   |
| 10  |             | Lules                 | Lules                 | 68.474   | 540 km²     |
| 11  |             | Monteros              | Monteros              | 63.641   | 1.169 km²   |
| 12  |             | Río Chico             | Aguilares             | 56.847   | 585 km²     |
| 13  |             | Simoca                | Simoca                | 30.876   | 1.261 km²   |
| 14  |             | Tafí del Valle        | Tafí del Valle        | 14.933   | 2.741 km²   |
| 15  |             | Tafí Viejo            | Tafí Viejo            | 121.638  | 1.210 km²   |
| 16  |             | Trancas               | Trancas               | 17.371   | 2.862 km²   |
| 17  |             | Yerba Buena           | Yerba Buena           | 75.076   | 160 km²     |

Buenos Aires · Catamarca · Chaco · Chubut · Córdoba · Corrientes · Entre Ríos · Formosa · Jujuy · La Pampa · La Rioja · Mendoza · Misiones · Neuquén · Río Negro · Salta · San Juan · San Luis · Santa Cruz · Santa Fe · Santiago del Estero · Tucumán · Vuurland, Antarctica en Zuid-Atlantische eilanden
De Argentijnse hoofdstad Buenos Aires valt als federaal district buiten de provinciale indeling.